# Lázeňský pavilón Krystal
Lázeňský pavilon Krystal (též lázeňský dům Krystal nebo hotel Krystal) je funkcionalistická lázeňská stavba v Luhačovicích.

## Historie
Dům pochází ze 30. let 20. století (pravděpodobně byl vybudován kolem roku 1935). V 90. letech 20. století prošel modernizací a v letech 2009–10 byl znovu rekonstruován. V roce 2023 pak došlo s propadnutí střechy, která byla součástí poslední rekonstrukce.
Od roku 1992 je stavba kulturní památkou.

## Architektura
Třípatrový pavilon ve stylu funkcionalismu (konstruktivismu) je dílem brněnského architekta Bohuslava Fuchse. Stavba stojí na nepravidelném lichoběžníkovém pozemku. Hlavní vstup je umístěn přibližně uprostřed přízemí obloženého travertinem, po obou stranách jsou široká nečleněná okna a zcela v levé části pak ještě dveře do suterénu. Charakteristickým prvkem fasády je pilovité řazení rizalitů v patrech, pásová okna a průběžné balkony přes celou šíři budovy.